# Benjaminia franklini
Benjaminia franklini là một loài tò vò trong họ Ichneumonidae.